# Xã Holy Cross, Quận Clay, Minnesota
Xã Holy Cross (tiếng Anh: Holy Cross Township) là một xã thuộc quận Clay, tiểu bang Minnesota, Hoa Kỳ. Năm 2010, dân số của xã này là 140 người.